# Ogooué-Ivindo
Tỉnh Ogooué-Ivindo là một tỉnh ở cực đông bắc của Gabon. Thủ phủ là Makokou, là nơi sinh sống của một phần ba dân số tỉnh. Tỉnh này lấy tên từ hai con sông Ogooué và Ivindo. Tỉnh này có diện tích lớn nhất, dân số ít nhất và kém phát triên nhất Gabon. Với diện tích: 46.075 km², dân số năm 1993 là 48.862 người.
Phía nam tỉnh là Xích đạo.
Về phía bắc và phía tây, Ogooué-Ivindo giáp Sangha và Cuvette-Ouest của Cộng hòa Congo. Ở trong nước, tỉnh này giáp các tỉnh:
- Haut-Ogooué - phía đông nam
- Ogooué-Lolo - phía nam
- Ngounié - tây nam
- Moyen-Ogooué – phía tây
- Woleu-Ntem - phía bắc

## Phân cấp hành chính
Ogooué-Ivindo được chia thành 4 department:
- Ivindo Department (Makokou)
- Lope Department (Booue)
- Mvoung Department (Ovan)
- Zadie Department (Mekambo)